# Ла-Банса-і-Форнулс
Ла-Ба́нса-і-Фо́рнулс (кат. La Vansa i Fórnols) — муніципалітет, розташований в Автономній області Каталонія, в Іспанії. Знаходиться у районі (кумарці) Алт-Уржель провінції Лєйда, згідно з новою адміністративною реформою перебуватиме у складі Баґарії (округи) Ал Пірінеу і Аран.

## Населення
Населення міста (у 2007 р.) становить 195 осіб (з них менше 14 років — 7,2 %, від 15 до 64 — 65,1 %, понад 65 років — 27,7 %). У 2006 р. народжуваність склала 0 осіб, смертність — 5 осіб, зареєстровано 0 шлюбів. У 2001 р. активне населення становило 61 особа, з них безробітних — 10 осіб.
Серед осіб, які проживали на території міста у 2001 р., 149 народилися в Каталонії (з них 103 особи у тому самому районі, або кумарці), 14 осіб приїхало з інших областей Іспанії, а 10 осіб приїхало з-за кордону.
Університетську освіту має 7,5 % усього населення.
У 2001 р. нараховувалося 74 домогосподарства (з них 43,2 % складалися з однієї особи, 25,7 % з двох осіб,9,5 % з 3 осіб, 10,8 % з 4 осіб, 2,7 % з 5 осіб, 5,4 % з 6 осіб, 1,4 % з 7 осіб, 0 % з 8 осіб і 1,4 % з 9 і більше осіб).
Активне населення міста у 2001 р. працювало у таких сферах діяльності: у сільському господарстві — 25,5 %, у промисловості — 15,7 %, на будівництві — 17,6 % і у сфері обслуговування — 41,2 %. 
У муніципалітеті або у власному районі (кумарці) працює 29 осіб, поза районом — 23 особи.

### Безробіття
У 2007 р. нараховувалося 6 безробітних (у 2006 р. — 2 безробітних), з них чоловіки становили 50 %, а жінки — 50 %.

## Економіка

### Підприємства міста

#### Промислові підприємства
| \| Промислові підприємства міста, за сферою діяльності \| Промислові підприємства міста, за сферою діяльності \| Промислові підприємства міста, за сферою діяльності \| \| Рік \| 2002 р. \| 2001 р. \| \| --------------------------------------------------- \| --------------------------------------------------- \| --------------------------------------------------- \| \| Енергетичні та водні ресурси \| 0 % \| 0 % \| \| Хімія та метали \| 0 % \| 0 % \| \| Переробка металів \| 0 % \| 0 % \| \| Продукти харчування \| 100 % \| 100 % \| \| Текстиль \| 0 % \| 0 % \| \| Виробництво меблів, видання \| 0 % \| 0 % \| \| Інше \| 0 % \| 0 % \| \| Усього підприємств \| 1 \| 1 \| |         |         |
| Промислові підприємства міста, за сферою діяльності |         |         |
| Рік | 2002 р. | 2001 р. |
| Енергетичні та водні ресурси | 0 %     | 0 %     |
| Хімія та метали | 0 %     | 0 %     |
| Переробка металів | 0 %     | 0 %     |
| Продукти харчування | 100 %   | 100 %   |
| Текстиль | 0 %     | 0 %     |
| Виробництво меблів, видання | 0 %     | 0 %     |
| Інше | 0 %     | 0 %     |
| Усього підприємств | 1       | 1       |

#### Сфера послуг
| \| Підприємства міста, що працюють у сфері послуг, за діяльністю \| Підприємства міста, що працюють у сфері послуг, за діяльністю \| Підприємства міста, що працюють у сфері послуг, за діяльністю \| \| Рік \| 2002 р. \| 2001 р. \| \| ------------------------------------------------------------- \| ------------------------------------------------------------- \| ------------------------------------------------------------- \| \| Гуртова торгівля \| 16,7 % \| 16,7 % \| \| Готелі та готельний бізнес \| 83,3 % \| 83,3 % \| \| Транспорт та зв'язок \| 0 % \| 0 % \| \| Посередницькі фінансові послуги \| 0 % \| 0 % \| \| Послуги підприємствам \| 0 % \| 0 % \| \| Послуги фізичним особам \| 0 % \| 0 % \| \| Нерухомість та ін. \| 0 % \| 0 % \| \| Усього підприємств \| 6 \| 6 \| |         |         |
| Підприємства міста, що працюють у сфері послуг, за діяльністю |         |         |
| Рік | 2002 р. | 2001 р. |
| Гуртова торгівля | 16,7 %  | 16,7 %  |
| Готелі та готельний бізнес | 83,3 %  | 83,3 %  |
| Транспорт та зв'язок | 0 %     | 0 %     |
| Посередницькі фінансові послуги | 0 %     | 0 %     |
| Послуги підприємствам | 0 %     | 0 %     |
| Послуги фізичним особам | 0 %     | 0 %     |
| Нерухомість та ін. | 0 %     | 0 %     |
| Усього підприємств | 6       | 6       |

## Житловий фонд
У 2001 р. 1,4 % усіх родин (домогосподарств) мали житло метражем до 59 м2, 17,6 % — від 60 до 89 м2, 43,2 % — від 90 до 119 м2 і
37,8 % — понад 120 м2.

З усіх будівель у 2001 р. 10,8 % було одноповерховими, 34,2 % — двоповерховими, 55 % — триповерховими, 0 % — чотириповерховими, 0 % — п'ятиповерховими, 0 % — шестиповерховими,
0 % — семиповерховими, 0 % — з вісьмома та більше поверхами.

## Автопарк
| \| Автомобілі, зареєстровані у місті, за призначенням \| Автомобілі, зареєстровані у місті, за призначенням \| Автомобілі, зареєстровані у місті, за призначенням \| \| Рік \| 2006 р. \| 2005 р. \| \| -------------------------------------------------- \| -------------------------------------------------- \| -------------------------------------------------- \| \| Приватні автомобілі \| 49,3 % \| 46,4 % \| \| Мотоцикли \| 7,6 % \| 6,4 % \| \| Вантажівки \| 40,3 % \| 44,3 % \| \| Трактори \| 0 % \| 0 % \| \| Автобуси та ін. \| 2,8 % \| 2,9 % \| \| Усього автомобілів \| 144 шт. \| 140 шт. \| |         |         |
| Автомобілі, зареєстровані у місті, за призначенням |         |         |
| Рік | 2006 р. | 2005 р. |
| Приватні автомобілі | 49,3 %  | 46,4 %  |
| Мотоцикли | 7,6 %   | 6,4 %   |
| Вантажівки | 40,3 %  | 44,3 %  |
| Трактори | 0 %     | 0 %     |
| Автобуси та ін. | 2,8 %   | 2,9 %   |
| Усього автомобілів | 144 шт. | 140 шт. |

## Вживання каталанської мови
У 2001 р. каталанську мову у місті розуміли 97,6 % усього населення (у 1996 р. — 99,4 %), вміли говорити нею 90,6 % (у 1996 р. — 87,1 %), вміли читати 91,2 % (у 1996 р. — 72,9 %), вміли писати 51,8 % (у 1996 р. — 34,7 %). Не розуміли каталанської мови 2,4 %.

## Політичні уподобання
У виборах до Парламенту Каталонії у 2006 р. взяло участь 92 особи (у 2003 р. — 103 особи). Голоси за політичні сили розподілилися таким чином:
| \| Вибори до Парламенту Каталонії \| Вибори до Парламенту Каталонії \| Вибори до Парламенту Каталонії \| \| Рік \| 2006 р. \| 2003 р. \| \| -------------------------------------- \| ------------------------------ \| ------------------------------ \| \| Конвергенція та Єднання (CiU) \| 41,3 % \| 48,5 % \| \| Соціалістична партія Каталонії (PSC) \| 23,9 % \| 24,3 % \| \| Народна партія (PP) \| 6,5 % \| 4,9 % \| \| Ініціатива за зелену Каталонію (IC) \| 7,6 % \| 1 % \| \| Республіканська лівиця Каталонії (ERC) \| 19,6 % \| 20,4 % \| \| Громадянська партія (C's) \| 0 % \| 0 % \| \| Інші \| 1,1 % \| 1 % \| |         |         |
| Вибори до Парламенту Каталонії |         |         |
| Рік | 2006 р. | 2003 р. |
| Конвергенція та Єднання (CiU) | 41,3 %  | 48,5 %  |
| Соціалістична партія Каталонії (PSC) | 23,9 %  | 24,3 %  |
| Народна партія (PP) | 6,5 %   | 4,9 %   |
| Ініціатива за зелену Каталонію (IC) | 7,6 %   | 1 %     |
| Республіканська лівиця Каталонії (ERC) | 19,6 %  | 20,4 %  |
| Громадянська партія (C's) | 0 %     | 0 %     |
| Інші | 1,1 %   | 1 %     |